# Parafia św. Jana Chrzciciela i św. Alberta Chmielowskiego w Gdyni
Parafia pw. św. Jana Chrzciciela i św. Alberta Chmielowskiego w Gdyni Chyloni – rzymskokatolicka parafia ustanowiona została 15 marca 1986. Pierwszym proboszczem został ks. kan. Wojciech Kozłowski, który tę funkcję sprawował do 2021 roku. Od 16 września 2021 funkcję tę pełni ks. Marcin Mianowski.

## Historia parafii
Początkowo msze odprawiano w warunkach polowych, później wybudowano tymczasową kaplicę, która istnieje do dzisiaj. Budowę właściwego kościoła parafialnego rozpoczęto w maju 1993. Kościół został poświęcony 14 listopada 1999.

## Wspólnoty
- Eucharystyczny Ruch Młodych
- Liturgiczna Służba Ołtarza
- Parafialny Zespół Caritas
- Schola dziecięco-młodzieżowa „Albertjana”
- Wiara i Światło (Wspólnota niepełnosprawnych)
- Wspólnota ewangelizacyjnea LAETITIA
- Wspólnota Żywego Różańca

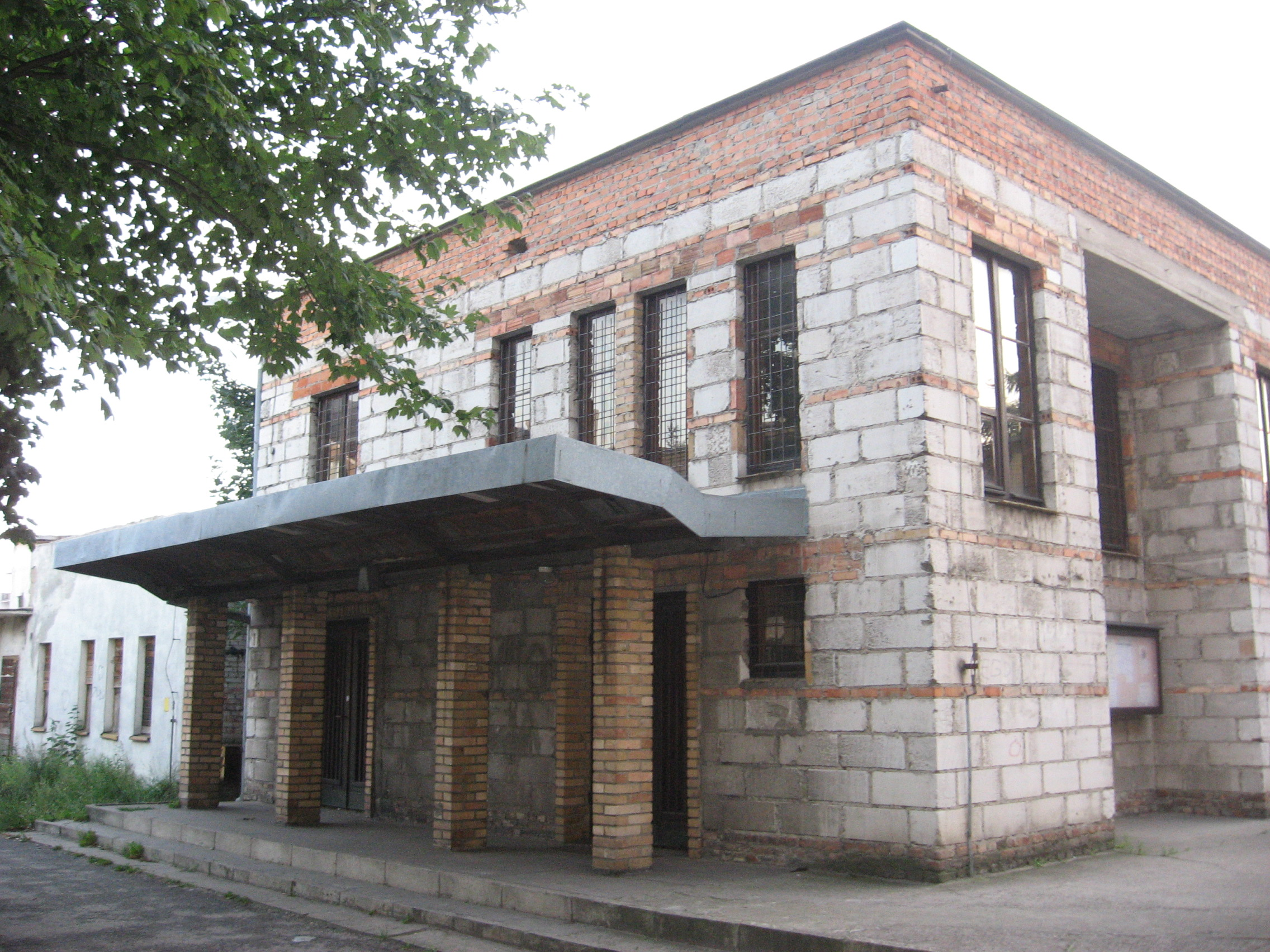
Kaplica
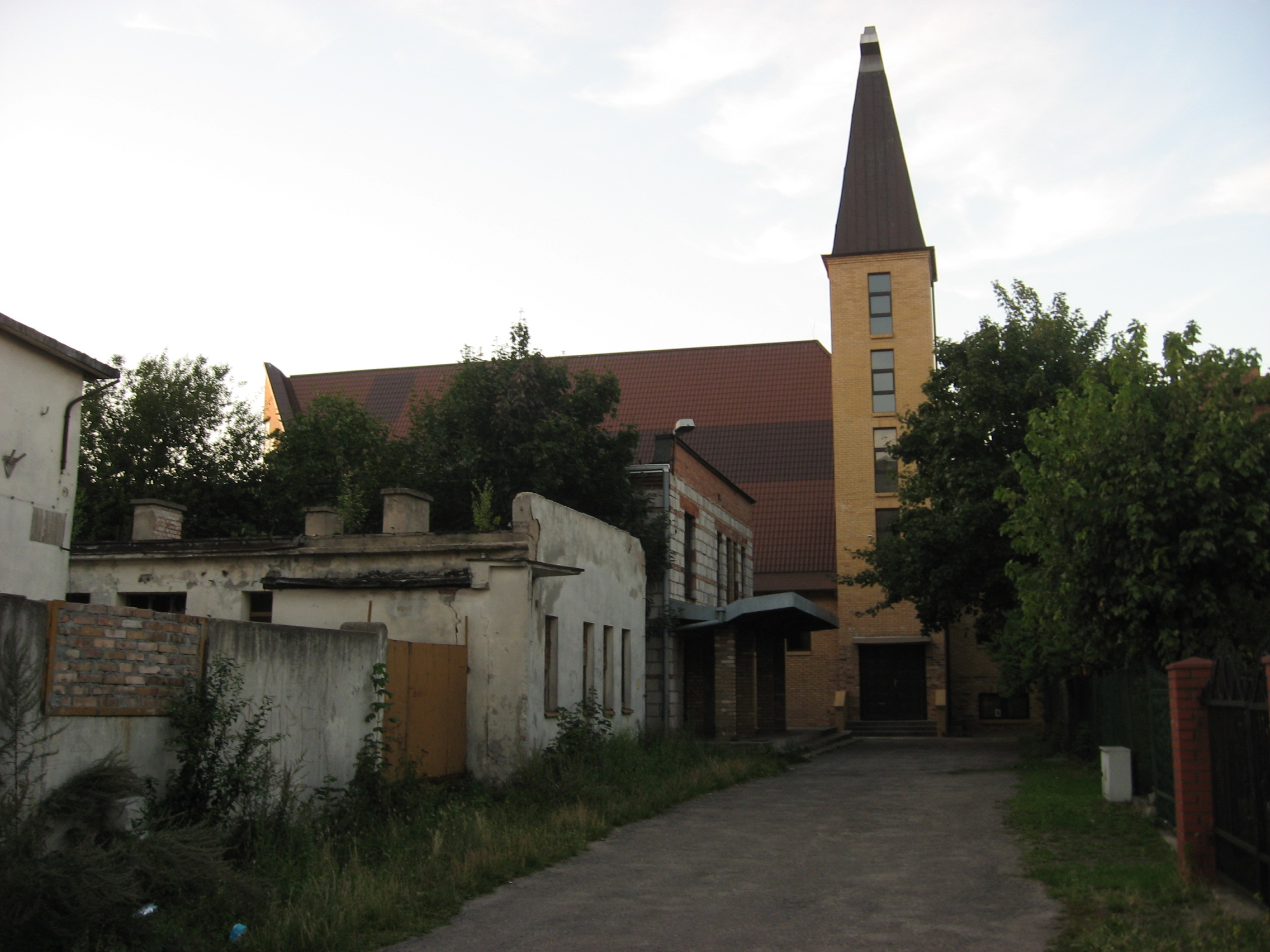
Widok na kościół główny i kaplicę od strony ulicy Żukowskiej